# Dolmen du Chanet
Dolmen du Chanet je kamenná megalitická stavba pocházející z doby před 3000 let nalézající se nad údolím Gorges de l'Ardèche ve francouzském departementu Ardèche. Nalézá se na turistickém chodníku vedoucím z bivaku Gournier nahoru na vyhlídkovou turistickou silnici. Od bivaku Gournier je dolmen vzdálen asi 1 km, ze silnice je to k dolmenu asi 0,5 km. Od řeky k silnici je však třeba překonat převýšení cca 250 m.